# ماغدالينا ميرا
ماغدالينا ميرا (بالإسبانية: Magdalena Mira)‏ هي رسامة تشيلية، ولدت في 1859 في سانتياغو في تشيلي، وتوفيت في 14 أكتوبر 1930.